# Eurodistrict
Un eurodistrict est une agglomération transfrontalière en Europe. Il n'existe pas de définition formelle pour l'eurodistrict mais il désigne habituellement une entité administrative européenne regroupant soit des agglomérations urbaines, soit des espaces ruraux, soit des zones mixtes à la fois urbaines et rurales, situées de part et d'autre d'une frontière d'États afin de favoriser la coopération transfrontalière.  
Par contre, une eurorégion est une structure reconnue par le Conseil de l'Europe et le Groupement européen de coopération territoriale est une structure créée par l'Union européenne.

## Objectifs
Les membres peuvent décider de former un cadre à la coopération (par exemple en matière de transport, éducation, culture, santé, voirie et infrastructures, distribution d'eau, etc.) voire à l'intégration des collectivités territoriales qui le constituent. Ils peuvent aussi mettre en place une stratégie de développement commune et le développement de politiques publiques partagées, par-delà les disparités inter-frontalières. 
De plus, ils peuvent créer une identité régionale transnationale et sont un symbole fort de l'intégration européenne.

## Eurodistricts créés
De nombreuses associations de coopérations inter-régionales existent en Europe, dont certaines ont évolué au stade de Groupement européen de coopération territoriale :
- L'Eurodistrict trinational de Bâle (ETB) qui regroupe les cantons de Bâle-Ville et Bâle-Campagne, les communautés de communes autour de Saint-Louis formant le pays de Saint-Louis et des trois frontières, le landkreis de Lörrach, ainsi que quelques autres communes allemandes et suisses limitrophes des entités citées,
- L'Eurodistrict catalan entre le département des Pyrénées-Orientales et la province de Gérone, en termes de territoire, et intégré par 20 administrations dont la généralité de Catalogne et le Conseil Général des Pyrénées-Orientales, en termes de partenariat institutionnel [1],
- L'Eurodistrict Lille-Courtrai-Tournai, 28 janvier 2008,
- L'Eurodistrict Strasbourg-Ortenau, 17 octobre 2005,
- L'Eurodistrict Région Freiburg-Centre et Sud Alsace, 5 juillet 2006,
- L’Eurodistrict PAMINA (acronyme de Palatinat du sud, MIttlerer Oberrhein et de Nord-Alsace), devenu un groupement européen de coopération territoriale (GECT) le 11 janvier 2017,
- L’Eurodistrict Sarre-Moselle, le 6 mai 2010, entre Forbach et Sarrebruck.

Certains GECT sont issus d'Eurorégions. Certaines d'entre elles ont conservé leur dénomination originale malgré ce changement de statut, entraînant parfois des confusions.

## Mode de création et fonctionnement
Leur mise en place peut se faire de trois façons différentes :
- Par un simple accord de mise en commun de projets particuliers, avec des réunions bipartites ou tripartites plus ou moins formalisées
- De façon plus institutionnalisée dans le cadre d'un GLCT (groupement local de coopération transfrontalière) ou, formule plus récente (2006) mais réservée à des États de l'Union européenne, d'un GECT (groupement européen de coopération territoriale), définissant le cadre de la coopération intercommunale transfrontalière.
- Selon une institutionnalisation encore plus poussée, avec par exemple des structures disposant de transferts de pouvoirs et élues par tous les citoyens des districts. Dans le cadre des Constitutions actuelles, notamment celles des pays très centralisés, cela peut demander des accords au cas par cas de pays à pays.

Existent en parallèle en Europe des modes de coopération transfrontalière entre régions sous l'appellation d'eurorégion. Un eurodistrict peut d'ailleurs être situé à l'intérieur d'une eurorégion et avoir certains liens avec elle.